# Departamento de Investigações Nacionais
O Departamento de Investigações Nacionais (Bureau of National Investigations - BNI) é a polícia secreta de Gana. Entre os deveres do BNI está combater o crime organizado, realizar a contraespionagem e eliminar ameaças à segurança nacional.